# 花楸叉丝单囊壳
花楸叉丝单囊壳（学名：Podosphaera aucuparlae）是属于白粉菌目白粉菌科叉丝单囊壳属的一种真菌，寄生在花楸属植物上。该种分布于中国、俄罗斯、波兰。